# Шарфф, Петер
 Петер Шарфф    (нем. Scharff Peter; род. 15 марта 1957 года) — немецкий химик, ректор Технического университета Ильменау  (2004), Почётный доктор Московского энергетического института (МЭИ, 2007).

## Биография
Петер Шарфф родился 15 марта 1957 года в немецком городе Браунлаге. 
Изучал химию в Клаустальском техническом университете. В 1987 году получил докторскую степень, а в 1991 году, после защиты диссертации  стал хабилитированным доктором наук в области неорганической химии.  По окончании  в 1996 году пребывания на должности профессора в Университете Николая Коперника (город Торунь, Польша), был назначен внештатным профессором университета в городе Клаустале (Universität Clausthal). В 1999 году Шарф стал профессором Технического университета Ильменау. C 2000 по 2004 год возглавлял Институт физики университета, после чего, в апреле 2004 году был избран ректором Технического университета Ильменау. За работы в области химии графита и фуллерена профессор Шарф был удостоен премии «SGL-CARBON-Award».
Профессор Шарфф занимает руководящие должности в многочисленных научных организациях, является автором и соавтором более 200 научных публикаций и 150 докладов на международных конференциях и конгрессах.
За сотрудничество с университетами Восточной Европы и России получил почетное звание профессора  Южно-Российского государственного технического университета (город Новочеркасск, 2007), почетного доктора Московского энергетического института. С 2000 года является членом Академии благотворительных наук в Эрфурте. В 2008 году был переизбран на должности ректора университета Ильменау: срок его полномочий на этом посту был увеличен с четырёх до шести лет.

## Семья
Профессор Петер Шарфф женат, имеет дочь в возрасте 19 лет и 18-летнего сына.

## Награды и звания
- Почётный доктор МЭИ (2007)

## Труды
- Beiträge zur Synthese und Charakterisierung von Akzeptorgraphitinterkalationsverbindungen Scharff, Peter, 1991
- Elektrochemische Untersuchungen an Akzeptorgraphitintercalationsverbindungen Scharff, Peter, 1987